# Поломять
Поломять — деревня в Валдайском районе Новгородской области России. Входит в состав Яжелбицкого сельского поселения.

## История
Постановлением Президиума ВЦИК от 5 июня 1938 г. деревня Холопье переименована в Поломять

## Население
| 2010 |
| ---- |
| 18   |